# System Development Corporation
Die System Development Corporation (SDC), gilt als der erste Software-Hersteller weltweit. 
SDC wurde 1955 im Rahmen des Aufbaus des Luftabwehrsystems Semi-Automatic Ground Environment (SAGE) als interne Entwicklergruppe gegründet. Sie sollte Programmierarbeiten für die umfänglichen Softwareanforderungen der Computersysteme des hochvernetzten Abwehrsystems leisten. Die Bedeutung für die zukünftige Computerentwicklung der USA waren enorm, denn viele Programmierer gründeten eigene Firmen, nachdem sie SAGE verließen und nahmen die Art und Weise, Software zu programmieren, mit. 1957 gliederte die RAND Corporation die Gruppe als non-profit Organisation aus, die dem US-Militär Expertise im Computerbereich liefern sollte.
1969 wurde die SDC zu einem profitorientierten Unternehmen umgebildet, 1980 an die Burroughs Corporation verkauft. Heute ist sie eine Tochtergesellschaft der L-3 Communications.